# Vello corporal

Distribución androgénica del vello corporal en el cuerpo de la mujer (izquierda) y el hombre (derecha).

Este artículo trata sobre el vello corporal. Para otros tipo de pelo ver: pelo (desambiguación).
El vello corporal es el tipo de pelo que recubre la mayor parte del cuerpo en los seres humanos; está compuesto de fibras capilares delgadas y cortas, que no superan por lo general los 2 mm. Cubre casi totalmente la superficie corporal, exceptuando las palmas de las manos, las plantas de los pies y la mucosa genital. 
La acción hormonal puede inducir su transformación en pelo terminal, un fenómeno normal en los varones y médicamente catalogado como hirsutismo en mujeres.
El pelo androgénico, más comúnmente conocido como vello corporal, es el vello terminal del cuerpo humano, el cual crece durante y tras la pubertad. Está claramente diferenciado del que crece en la cabeza y es menos visible.
Los folículos del vello se caracterizan por no poseer glándulas sebáceas, además, está compuesto de fibras capilares delgadas y cortas, que no superan por lo general los 2 mm.
El crecimiento del vello corporal está asociado al nivel de andrógenos (hormonas masculinas) del individuo. Debido a que los hombres tienen un nivel más elevado de andrógenos, estos tienden a tener más vello que las mujeres.
Desde la infancia en adelante, el vello corporal tiende a cubrir por completo el cuerpo humano, exceptuando las mucosas (boca, labios,...), la parte trasera de las orejas, las palmas de las manos y las plantas de los pies.
La densidad de vello (folículos pilosos por cada centímetro cuadrado) varía de un individuo a otro. Los individuos que poseen escaso vello corporal son llamados comúnmente lampiños.
Debido a motivos estéticos y patrones culturales, las mujeres suelen suprimir el vello corporal (principalmente en las piernas y las axilas). Es lo que se conoce como depilación.

## Crecimiento y desarrollo
Los altos niveles de andrógenos registrados causan que el vello fino y poco visible que crece durante la infancia, se transforme en "Vello terminal" en diferentes partes del cuerpo.
Los folículos capilares responden a los andrógenos, principalmente a la testosterona y sus derivados. Diferentes áreas del cuerpo reaccionan de manera mayor o menor a estas hormonas. La densidad del vello y el grosor de los folículos aumenta. Por ejemplo, debido a que la zona púbica es la más sensible a los andrógenos, el vello más grueso suele crecer allí primero. 
Diversos factores genéticos determinan los niveles de andrógenos y la sensibilidad de los folículos a estos, lo que finalmente diferencia la densidad y reparto del vello corporal en cada individuo.

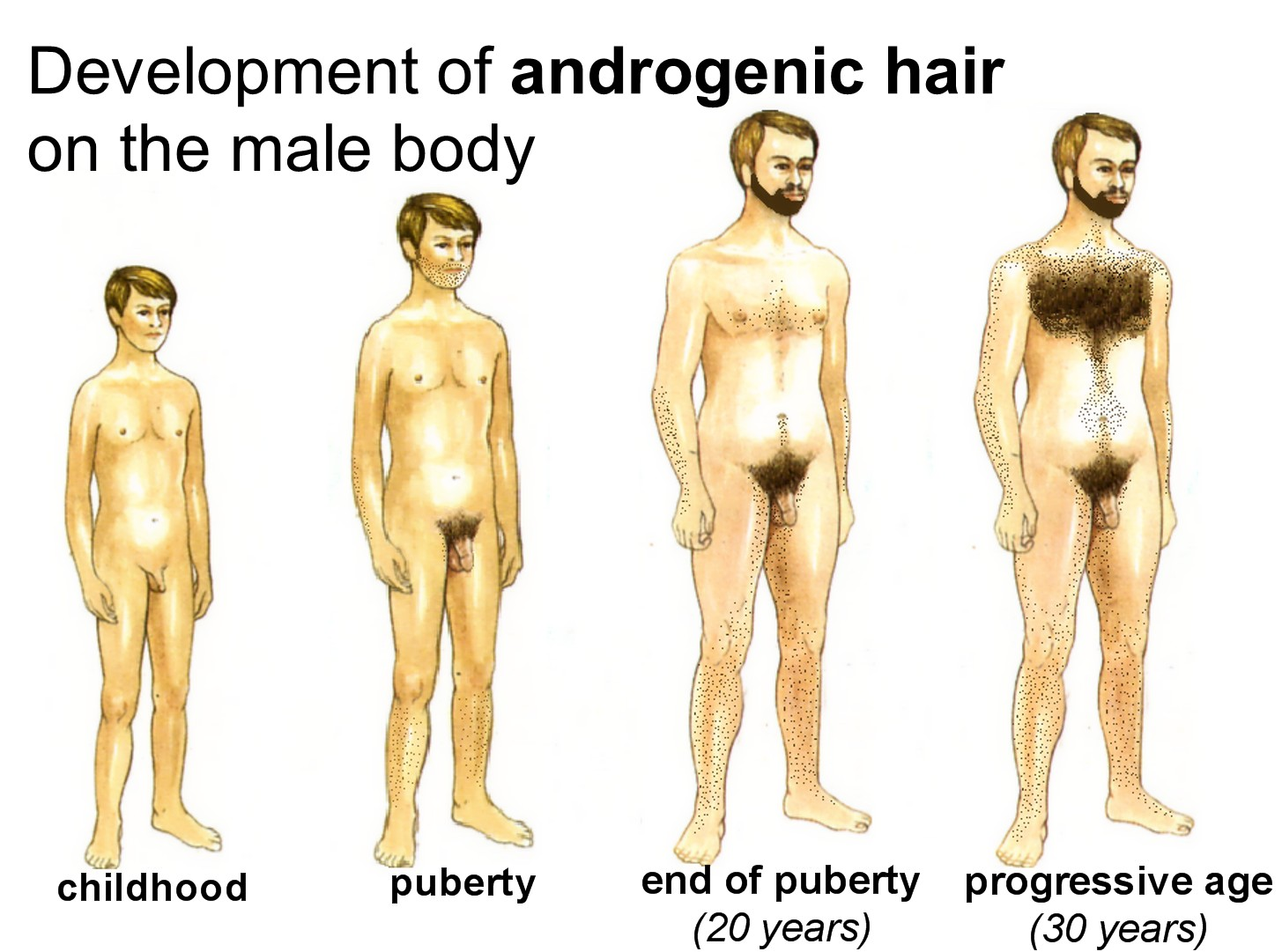
Desarrollo del vello corporal en un ser humano masculino.

El caso más notable en ambos sexos es el vello púbico y el vello axilar. Esto es visto algunas veces como una característica sexual secundaria. Hay una clara diferencia en la distribución y la cantidad de vello en ambos sexos, siendo los hombres los que tienden a tener bastante más vello corporal en muchas más áreas. Esto incluye el vello facial, el vello pectoral, el vello abdominal, el vello de las piernas y brazos, y el vello de los pies. 
Las mujeres, por otra parte, únicamente suelen presentar vello más o menos visible en piernas, brazos y pies.
Sin embargo, existe un fenómeno médicamente catalogado como hirsutismo, en el cual la mujer afectada cuenta con un nivel de andrógenos similar al de los varones y, por tanto, presentan vello en zonas característicamente masculinas.

## Vello corporal según etnias

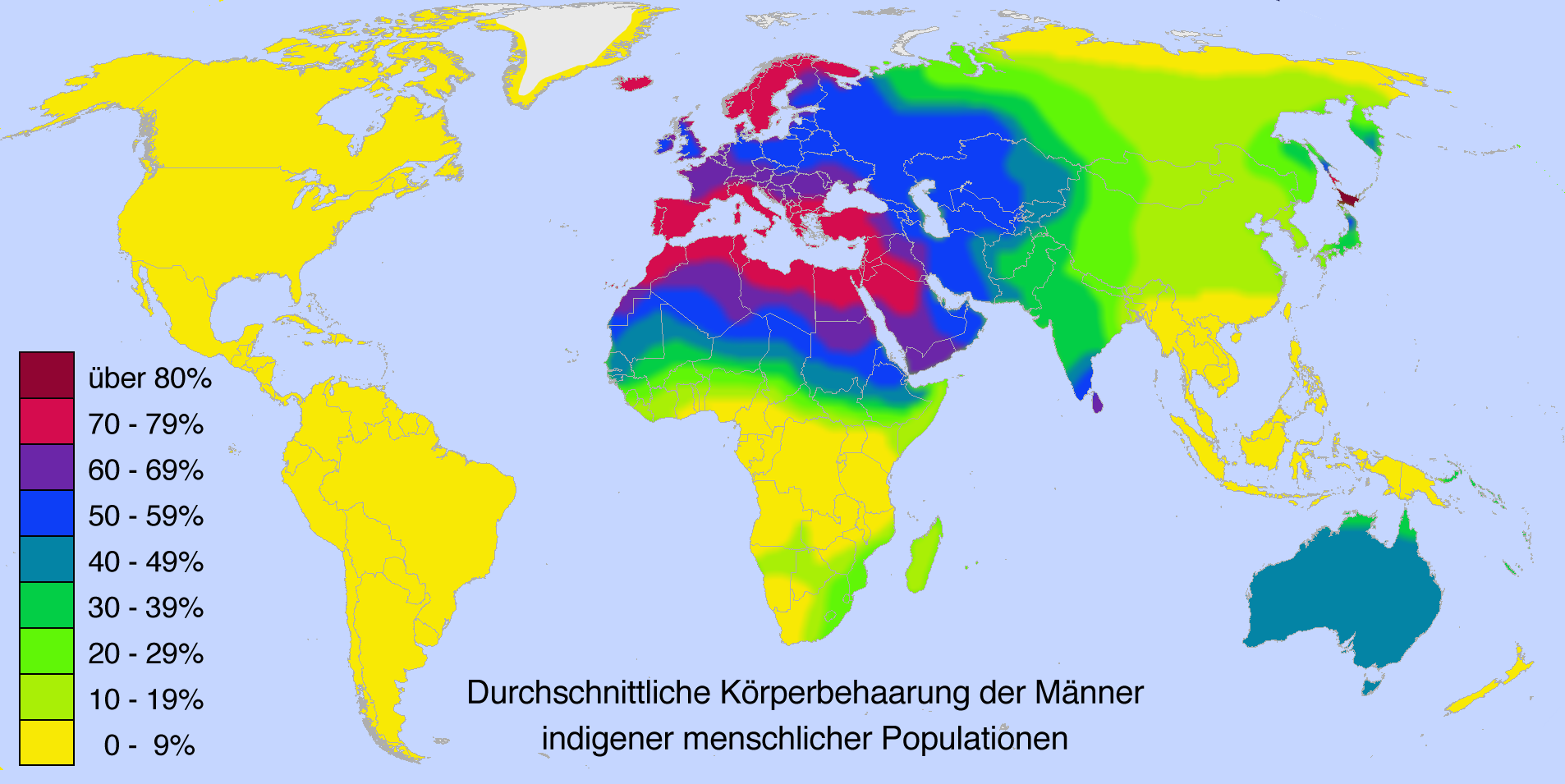
Distribución hipotética de la frecuencia de vello en humanos.
Nota: en América se muestra la frecuencia de la raza nativa (indígenas), sin tener en cuenta la colonización de europeos, que puede notablemente alterar el mapa.

El vello corporal está comprobado científicamente que es muy abundante en algunas etnias y escaso e incluso nulo en otras, esto por razones genéticas y correspondientes al gen NZ-27891 presente en cantidades grandes en unos, moderada, escasa o nula en otros. Un estudio realizado por la Universidad de Lovaina y la Universidad de Barcelona a un grupo de personas de diferentes etnias revela que el vello corporal es muy abundante en personas caucásicas y es casi nulo en personas de etnia indígena americana, asiática (mongoloides) y aborígenes australianos (australoides). Asimismo, el mismo estudio agrupó a personas de una amplia diversidad de nacionalidades y comprobó que los que más vello corporal tienen son las personas del área Mediterránea y de Escandinavia y quienes menos tienen son las etnias mongoles, chinos e indios. Pero el mismo estudio fue realizado tanto en hombres como en mujeres, y este dio como resultado que el mismo gen que vuelve más velludo al hombre europeo-americano vuelve menos velluda a la misma mujer, ya que las europeas tienden a no tener la mínima de testosterona.